# Bataille de Sobota
Première Guerre du Nord
Batailles
- Żarnów
- Kłecko
- Sobota
- Varsovie
- Riga
- Prostki
- Chojnice
- Marche des Belts
- Öresund
- Copenhague
- Nyborg
- Kolding

La bataille de Sobota s'est déroulée le 2 septembre 1655 en Mazovie pendant le Déluge suédois. Elle opposa l'armée suédoise du roi Charles X Gustave contre l'armée de la république des Deux Nations du roi Jean II Casimir Vasa. La bataille fut remportée par la Suède tandis que la grande majorité de l'armée régulière polonaise a pu se retirer en bon ordre.

## Le déroulement de la bataille
Après avoir occupé la région de la Grande-Pologne, l’armée suédoise du roi Charles X Gustave a procédé au mouvement de ses troupes en direction de Varsovie, le 31 août 1655. Sous ses ordres, le roi de Suède avait environ 25 000 soldats. Le 1er septembre 1655, l’armée suédoise arriva dans la ville de Kutno. C’est dans cette ville que le roi Charles X Gustave reçu l’information que l’armée polonaise commandée par le roi Jean II Casimir Vasa en personne, se trouvait à environ 20 kilomètres au sud-est de sa position à Piątek. Il a décidé d’attaquer les polonais. À l’aube du 2 septembre 1655, les forces suédoises se sont mises en route en direction de la ville de Sobota. Le roi suédois voulait faire passer ses troupes à cet endroit précis à travers la zone marécageuse de la Bzura. Avec sa manœuvre, il espérait arriver derrière le campement polonais.
La traversée de la zone marécageuse a été retardée par la cavalerie de Aleksander Koniecpolski qui menait des combats retardateurs d'arrière-garde contre les premières unités suédoises. Après une première attaque non réussie, il tenta une seconde dans la journée à Bielawy. L’arrivée de nombreux renforts suédois en fin de journée a contraint la cavalerie polonaise de se replier sur le campement polonais à Piątek. En voyant la supériorité numérique des suédois, Jean II Casimir Vasa a ordonné la retraite. Les Suédois sont partis immédiatement à la poursuite des Polonais, mais ils ont seulement réussi à capturer une petite partie des chariots de ravitaillement polonais et une poignée de maraudeurs.

## Après la bataille
Après sa victoire sur les Polonais, le roi suédois Charles X Gustave divisa son armée en deux. Il envoya à la poursuite des polonais environ 8 000 soldats sous le commandement de Arvid Wittenberg et avec le reste de son armée, il prit la route de Varsovie. La capture de la ville se fera le 8 septembre 1655.

## Littérature
- (pl) Leszek Podhorodecki, Rapier i koncerz, Warszawa, Książka i Wiedza, 1985, p. 247–248  (ISBN 83-05-11452-X)